# ترون أوجريم
ترون أوجريم ( لفظ نرويجي: [ˈtrʊnː ˈø̂ːɡrɪm] ؛ 27 يونيو 1947 - 23 مايو 2007) صحفي وكاتب وسياسي نرويجي. كان ناشطًا في اتحاد الشبيبة الاشتراكية (لاحقًا الشباب الأحمر ) من عام 1965 إلى عام 1973 ، وشخصية مركزية  في الحزب الشيوعي العمالي من عام 1973 إلى عام 1984. بالإضافة إلى كونه سياسيًا ، كان أوجريم مؤلفًا لأعمال سياسية والعديد من روايات الخيال العلمي . كان معروفًا للتواصل بلغة أوسلو الشرقية غير القياسية ، حتى حيث كان من المتوقع أن يستخدم البوكمال الموحد.

## السياسة والصحافة
وُلد أوجريم في أوسلو ، وكان أحد أكثر الأشخاص نفوذاً في الحركة الماركسية اللينينية النرويجية في الستينيات والسبعينيات. كان أحد مؤسسي الحزب الشيوعي العمالي ، وهو الحزب الذي دافع بقوة عن الفرع الصيني للشيوعية. كان ترون أيضًا محوريًا في تأسيس صحيفة كلاسيكامبن وفي دار النشر اوكتوبر .
أصبح صحفيًا بعد تركه السياسة في الثمانينيات ، وكان لديه عمود تكنولوجي في الطبعة النرويجية من PC World .  كان معروفًا بأسلوبه المميز في الكتابة ، حيث رفض المعيار المكتوب بالنرويجية ، وبدلاً من ذلك ، كتب وهو يتحدث بلهجة الطبقة العاملة . كما كتب روايات خيال علمي باسم مستعار إيريك أوستي .
كان ترون أوجريم من أوائل المؤيدين للإنترنت في النرويج ، حيث كان يسافر كثيرًا في جميع أنحاء البلاد لإلقاء المحاضرات. في عام 1995 ، طالب البرلمان النرويجي بتأسيس وجود على الإنترنت ، مدعيًا: "بدون وجود سياسيين على الإنترنت ، لا يوجد شيء مثل سياسة تكنولوجيا المعلومات الديمقراطية". كان أوجريم أيضًا مؤيدًا لحركة المصادر المفتوحة . في كتابه الزئبق ، وصف لينكس بأنه "شيوعية تطبيقية". كان أحد المساهمين الأساسيين في مجموعة أخبار الإنترنت المتدربون اليساريون ، حيث قدم آلاف المنشورات ، العديد منها يتعلق بالتطورات السياسية في نيبال.

## حركة الاسبرانتو
وهو عضو قديم في رابطة الإسبرانتو النرويجية ( جمعية الاسبرانتو النرويجية) ، ومع ذلك ، لم يقبل أبدًا أي منصب رسمي في المنظمة. اشتهر ترون أوجريم في حركة الإسبرانتو بمسلسله الإذاعي حلم اللغة المثالية (حلم اللغة المثالية). ابتداءً من عام 1989 ، تعاملت البرامج مع الفلسفة اللغوية واللغات المخطط لها أو المنشأة مثل الإسبرانتو وفولابوك . لقد ظهر بثبات في اجتماعات الاسبرانتو الدولية وكان يُنظر إليه على نطاق واسع على أنه لطيف وعلمي ، مع جزء صحي من الانتقاص من الذات.
في حفل تأبينه ، تحدث ليكني أوجريم عن نشأته مع أخ كبير كان يقرأ القاموس من البداية إلى النهاية والذي يمكنه حتى من قراءة دفتر الهاتف أن يتعلم شيئًا ما للتواصل مع معارفه. كما ألقى دوجلاس دريبر ، سكرتير رابطة الاسبرانتو النرويجية ، محادثة قصيرة نيابة عن NEL ، بالتناوب مزاحًا وجادًا. قال إن هناك ثلاثة أنواع من الإسبرانتيين . كان هناك أعضاء نشطون يشاركون في المهام الإدارية والتنظيمية. كان هناك أعضاء سلبيون راضون عن دفع مستحقاتهم. ثم كان هناك ترون أوجريم. قد يحدث أن نيل لم يسمع منه شيئًا لفترات طويلة ؛ ثم يتصل هاتفياً ليسأل: "هل انا مدين لك بشيء؟" ("هل أنا مدين بأي حسابات؟" - أي مستحقات العضوية. ) قد يحضر إلى مكتب NEL في أوسلو ولا يشتري كتابًا أو كتابين ، ولكن حمولة كاملة. في حين أن معظم الإسبرانتيين يخططون لرحلاتهم إلى مؤتمرات الإسبرانتو الرئيسية قبل أكثر من ستة أشهر ، قد يتصل ترون قبل ثلاثة أيام من بدء الحدث ويسأل عما يمكنه فعله للمساعدة.

## عمل ويكيبيديا النرويجية

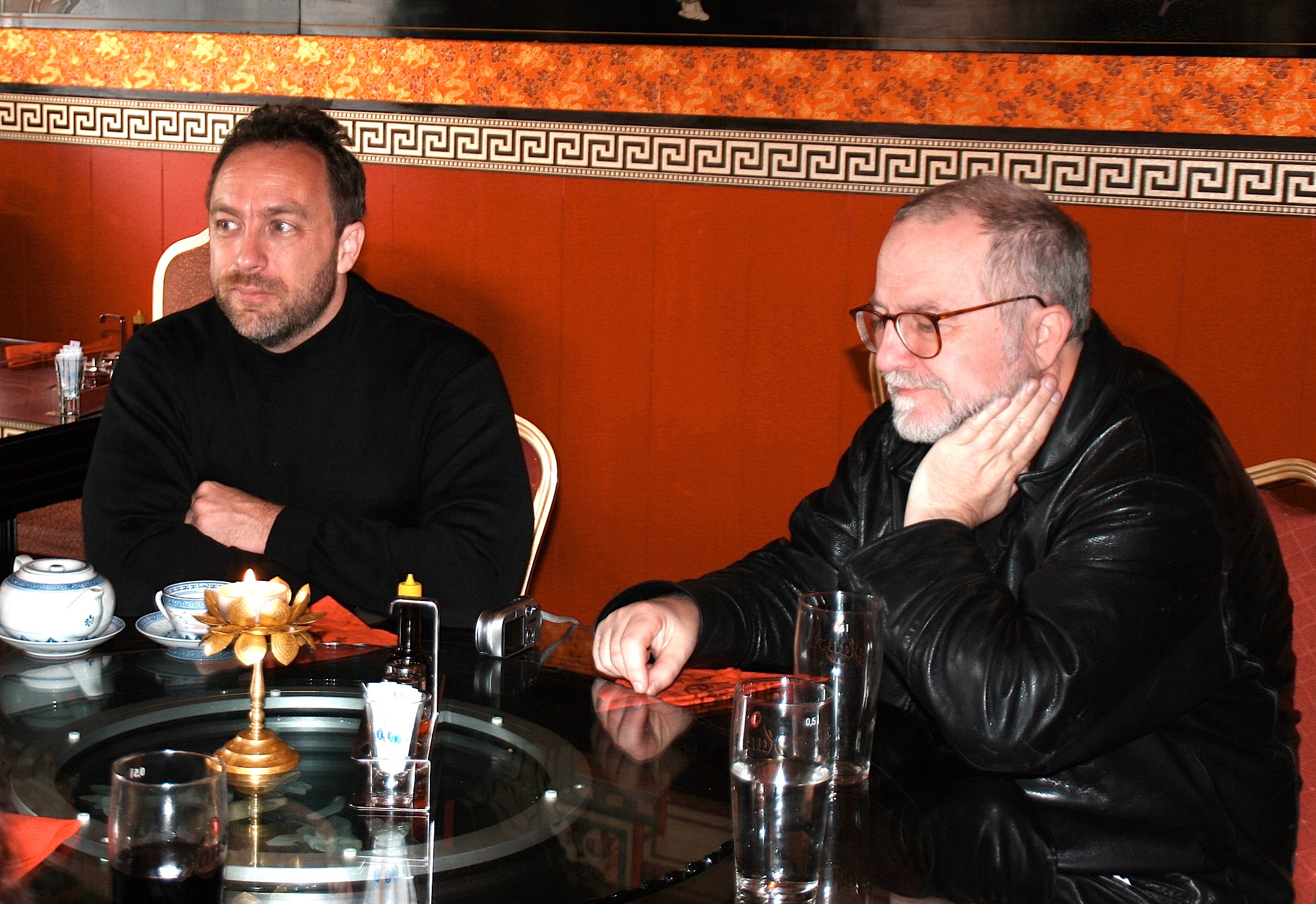
جيمي ويلز مع أوجريم

أصبح ترون أوجريم مساهمًا في ويكيبيديا في ديسمبر 2005 ، عندما ظهرت تصريحات تشهيرية عن زميل في مقال نرويجي على موقع ويكيبيديا . واصل اوجريم كمحرر ويكيبيديا بعد حل المشكلة ، حيث كتب عن اللغات المنشأة خلال معظم عام 2006. في خريف عام 2006 ، تغير تركيزه إلى نيبال بشكل عام وتاريخ الشيوعية في نيبال على وجه التحديد. كان أوجريم معروفًا في مجتمع ويكيك النرويجي لكتابته مقالات طويلة جدًا حول مواضيع غامضة إلى حد ما. كما أنه اهتم كثيرًا أيضًا بمواقع الويكي الأصغر وتطورها. كان ينشر بشكل روتيني رسائل حول المعالم في مضخة القرية النرويجية ، بالإضافة إلى المشاركة في صفحة إعلانات ويكيميديا الإخبارية . 
يتذكر المحاضر النرويجي في علوم الكمبيوتر جيزل هانمير أوجريم كواحد من أكثر محرري ويكيبيديا النرويجيين نشاطًا والذين اختاروا ويكيبيديا كمنصة لنشر المعرفة. إلى جانب مقالاته عن نيبال ، كتب عن لغات مبنية مثل الإسبرانتو وفي العديد من الموضوعات الأخرى. قال هانمير: "أعتقد أيضًا أنه كان أول مدون نرويجي ، من خلال موقعه الإلكتروني تحت صخرة في الغابة (" تحت حجر في الغابة "). يؤرشف موقعه على الإنترنت 107 من مقالاته المنشورة ،  مكتوبة بلغة شرق أوسلو . وأضاف هانمير: "لقد كان بالتأكيد شخصًا يفهم التكنولوجيا وكيف تغير التكنولوجيا المجتمع".
كان ترون أوجريم مهمًا للغاية بالنسبة لحركة ويكي النرويجية ، وغالبًا ما تمت مقابلته من قبل الصحافة حول ويكيبيديا. ألقى محاضرة عن ويكيبيديا عندما زار مؤسس ويكيبيديا جيمي ويلز النرويج في مايو 2006  . عندما تحداه الصحفيون بشأن المعلومات الخاطئة في بعض الأحيان التي تقدمها الموسوعة ، أجاب أوجريم أن ذلك في حد ذاته لم يكن مشكلة - على العكس من ذلك ، يمكن اعتبارها ميزة: "تطلب ويكيبيديا من الجميع إجراء فحص لمعلوماتهم الخاصة وعدم قبول أي شيء في ظاهره. إذا سألتني ، فهذه مشكلة ديمقراطية حيث يوجد القليل من الوعي بنقد المصدر اليوم في نظام المدارس النرويجية ". 

## الموت والإرث
تم العثور على أوجريم ميتا من قبل إحدى بناته الثلاث في 23 مايو 2007 في أوسلو. كان السبب المحتمل للوفاة هو السكتة الدماغية .
كرم موقع ويكيبيديا باللغة النرويجية اوجريم من خلال عرض (على صفحاته) شعاره مع العلم النرويجي في نصف الصاري في المقدمة ، ليوم واحد.

## أنظر أيضا
- قائمة الناس ويكيبيديا

### فهرس
- الماركسية - vitenskap åpenbarings الدين؟ (1979)
- Den vestlige maoismens sammenbrudd og krisa i AKP (ml) (1982)
- Tyskeren mot Stretermish (1985) ، مثل إيريك أوستي
- Grisen før jul. Harde tider på vei i det rike Vest-Europa (1985)
- På sporet etter det ukjente dyret (1990) ، بدور إيريك أوستي
- Fallet (1990) ، مثل إيريك أوستي
- بلات جلاس (1991) ، مثل إيريك أوستي
- Akersgata og det blodige barnet (1993)
- هيلسن حتى عام واحد! Løgnaktige spådommer om datarevolusjonen، verden، Norge og deg (1997)
- ترون أوجريم تريفير 10 رياضي (1998)
- Hilsen Til en generasjon av kvikksølv: åssen IT forandrer verden og Livet (2000)

## روابط خارجية
- http://klassekampen.no/60309/article/item/null/dragkamp-om-ogrim